# Adrià Vilanova
Adrià Vilanova Chaure (Barcelona, 11 februari 1997) is een Spaans voetballer. Hij speelt als verdediger voor FC Andorra. Adrià Vilanova is de zoon van Tito Vilanova, die speler en trainer van FC Barcelona was. 
Vilanova speelde tot 2016 in de jeugd van FC Barcelona. In het seizoen 2016/2017 kwam hij bij de selectie van het tweede elftal. Barça B werd deze jaargang regionaal kampioen in de derde groep van de Segunda División B en behaalde bovendien promotie, maar de inbreng van Vilanova in deze successen was zeer beperkt met slechts één gespeelde wedstrijd. In het toernooi om de Copa de Catalunya was hij wel een vaste waarde. Vervolgens speelde de verdediger voor Hércules CF (2017/2018) en RCD Mallorca B (2018), maar bij beide teams kwam hij beperkt tot spelen. Vilanova werd in december 2018 gecontracteerd door FC Andorra.